# Socjaldemokratyczna Partia Bośni i Hercegowiny
Socjaldemokratyczna Partia Bośni i Hercegowiny, (bośniacki SDP – Socijaldemokratska Partija Bosne i Hercegovine) – bośniacka socjaldemokratyczna partia polityczna. Partia jest spadkobierczynią Związku Komunistów Bośni i Hercegowiny. Obecnym przewodniczącym partii jest były premier Zlatko Lagumdžija, a wiceprzewodnicząca (od 2019) Benjamina Karić. Partia reprezentuje i zrzesza przedstawicieli wszystkich wyznań i narodowości zamieszkujących Bośnię i Hercegowinę.